# Turowo (wieś w województwie zachodniopomorskim)
Turowo (niem.: Thurow) – wieś w Polsce położona przy drodze krajowej nr 11 w województwie zachodniopomorskim, w powiecie szczecineckim, w gminie Szczecinek. Nazwa Turowo, pochodzi najprawdopodobniej od żyjącego tutaj w odległych czasach zwierzęcia zwanego turem.

## Legenda
W XIV w. okolice te były porośnięte rozległą gęstą puszczą. Były to ulubione tereny łowieckie książąt zachodniopomorskich. Nie brakowało wtedy różnorakiej zwierzyny, a w kniejach tych żyły między innymi i tury. Szczególnie chętnie w tutejszych lasach polował książę Warcisław VII. W roku 1364 miał on szczęście w okolicach dzisiejszej wsi zabić ponoć ostatniego tura na Pomorzu Zachodnim, używając do pomocy oswojonego wilka, który rzucił się na zwierzę, ułatwiając myśliwemu cios oszczepem. Na pamiątkę tego wydarzenia książę polecił zachować i przewieść jego potężny róg do Kamienia Pomorskiego, gdzie pokazywano go przez kilkadziesiąt lat jako pozostałość po ostatnim na tych ziemiach turze. Słowiańskie przetrwanie nazwy wsi związane jest także z jeziorem (dziś już nieistniejącym), które na starych mapach oznaczone jest jako Turjestro.

## Historia
Do roku 1945 Turowo należało do szczecineckiego powiatu ziemskiego, który to od 1938 r. był integralną częścią koszalińskiego obwodu administracyjnego. Miejscowość włączono w poczet 130 innych wiosek ze statutem gminy. Do gminy Turowieckiej należały miejscowości: Münchowshof - Miękowo, Forsthaus, Thurowkrung i Wegnershof - Janowo.
W tamtym czasie w miejscowości znajdowały się dwa urzędy tj. urząd stanu cywilnego i urząd gminy, pod który podlegały wsie Sitno i Łabędź. Sprawy sądowe rozpatrywano w sądzie rejonowym w Szczecinku. Wykazy stanu ludności z okresu 1874-1938 przechowywane są w Urzędzie Stanu Cywilnego w Berlinie, Archiwum Państwowym w Koszalinie, Urzędzie Stanu Cywilnego w Szczecinku.
Liczba ludności: 
- 1910 r. - 720
- 1925 r. - 740
- 1933 r. - 725
- 1939 r. - 798

Pierwsi osadnicy w Turowie zaczęli się pojawiać już w roku 1543.
W tamtych czasach okolica była bagienna i pokryta rozległymi lasami. Władzom Szczecinka zaczęło zależeć, aby obszary te zostały zagospodarowane.
Pierwszym osadnikiem było Hans Mandeken, który otrzymał akt nadania od grafa Gutzkow i księcia Barnima ze Szczecina. Pod aktem podpisali się Herr von Puttkammer, Jacobus Philippus Denzler jako sponsor i doktor prawa.
Hans Mandeken miał zbudować tam w przeciągu 3 lat dom, stodołę, chlewnię i kuźnię. Drugim warunkiem było to, aby ów rolnik zachęcał i wspierał innych ludzi do pójścia w jego ślady, czyli do zasiedlania i uprawy pól. Wieś więc została założona na dwóch łanach i podzielona między piętnastu chłopów. Na pierwszych nabożeństwach rolnicy spotykali się w Schulzenhof i innych domach, gdzie pastor ze Szczecinka udzielał sakramentów św. i wygłaszał kazania. W końcu zaczęli chodzić do kościoła w Szczecinku.
Ze starych akt szczecineckiej intendentury wiadomo, że do superintendentów Jakoba Fabera i kapitana Nicolausa Putkammera zgłosiło się kilku rolników z prośbą o wybudowanie kaplicy na pobliskim cmentarzu. Byli to sołtys Christoph Mardicke oraz chłopi: Klaus Pannekoke, Paul Kempfen i Claus Bedekow.
Prośba została przedstawiona w imieniu wszystkich mieszkańców wsi 9 września (rok nie został podany). Jednocześnie zobowiązali się oni oddawać całe podatki na kościół w Szczecinku, oraz na pokrycie budowy i lepsze wykończenie kaplicy, a nadto oddawać 50 kg owsa i żyta dla samego pastora, jak i dla miejscowego nauczyciela. Nie wiadomo, kiedy rozpoczęto budowę kaplicy, i ile lat ją budowano. Są wzmianki, że powstała w przedziale lat 1602–1622 lub 1605–1620. Najprawdopodobniej położona była na zachód przy ulicy prowadzącej w kierunku Sitna i stała na cmentarzu. Przetrwała burzliwy szturm wojny trzydziestoletniej, aż w końcu zestarzała się i zrobiła za mała na potrzeby powiększającej się coraz bardziej liczby ludności na wsi.

## Kościół
Turowo było typową starokościelną wsią i pozostało takie do dziś. Ludność zamieszkująca miejscowość była w większości wyznania ewangelickiego. W 1940 roku liczba członków zboru wynosiła 800. Od niepamiętnych czasów był podporządkowany kościołowi Św. Mikołaja w Szczecinku. Kościół w Turowie należał do Kościelnego Powiatu w Szczecinku w północnej części Pomorskiej Metropolii Kościelnej, Kościoła Unii Staropruskiej.
Do roku 1945 w Turowie znajdowały się jeszcze kroniki z imionami i danymi osób, które między rokiem 1788 i 1815 zostały ochrzczone, wyświęcone, wzięły ślub bądź zmarły. Aktualnie znajdują się one w Państwowym Archiwum w Koszalinie.
Kościół wybudowany został w 1847 r. z ciosanego kamienia polnego. Dzwony, które zwoływały wiernych na nabożeństwo, wisiały obok na prowizorycznej drewnianej wieży. Dzwoniły one zawsze rano wzywając ludzi do pracy, po południu na modlitwę, a wieczorem na dziękczynienie i oprócz tego zawsze w niedziele przed nabożeństwem, dni świąteczne, pogrzeby, najgłośniej natomiast dzwoniły w dni chrztu. W 1906 r. do kościoła na wysokość 27,70 m dobudowana została smukła wieża, którą ukoronowano krzyżem. Koszt budowy wyniósł 6000 marek i został pokryty z ofiary wiernych.
W środku kościoła nad absydą widniał cytat z Biblii: Kommet her zu mir, alle die ihr muhselig und beladen seid, ich will euch erquicken. (Matthaus 11,28) "Przyjdźcie do Mnie wszyscy, którzy utrudzeni i obciążeni jesteście, a Ja was pokrzepię." (Mt 11,28)
Pastorowie ewangeliccy którzy od reformacji aż do roku 1945 sprawowali swój urząd w Turowie:
- Johann Snittke, od 1554
- Joachim Born, 1554–1560
- Michael Schlott, 1560–1572
- Laspar Gendrich, 1573–1589
- Jakob Scheve (Schieve), 1589–1591
- Joachim Moltzan, 1596–1599
- Johann Florus, 1599–1620
- Albertus Rizschowius, 1621–1631
- Peter Richter, 1631–1654
- Franz Heinrich Richter, 1654–1658
- Christian Alwart, 1659–1694
- David Daniel Kludt, 1694–1708
- Gottfried Weise, 1708–1738
- Johann Heinrich Lüdemann, 1739–1763
- Melchior Moritz Müzel, 1765–1778
- Christian Balthasar Schmidt, 1778–1788
- Johann Friedrich Ruschke, 1789–1812
- Johann Carl Wilhelm Drews, 1813–1850
- Johann Karl Ferdinand Lehmann, 1851–1853
- Gustav Adolf Schultze, 1854–1856
- Ernst Moritz Poethko, 1857–1861
- Karl August Heinrich Klamroth, 1862–1900
- Johannes August Kleophas Schwartz, 1901–1914
- Robert Carlsburg, 1915–1936
- Hugo Gotthard Bluth (Bloth), 1936–1945

Po wojnie Turowo zamieszkana została przez wspólnotę katolicką. 1 lipca 1947 r. świątynia w Turowie została na nowo poświęcona i obrała patronat Św. Józefa Oblubieńca Najświętszej Maryi Panny. Kościół podlegał kościołowi NMP w Szczecinku. Od roku 1980 kościół w Turowie został erygowany do statusu parafii. Została doń przydzielona filia Wilcze Laski, a niedługo później Dziki i Miękowo. Pierwszym proboszczem został ks. Stanisław Wojnar w latach 1979–1985, następnie Bernard Mielcarzewicz w latach 1985–2009, a od roku 2009 funkcję tę sprawował ks. Stefan Maliczewski. Od roku 2013 proboszczem parafii jest ks.Zbigniew Dudojć .
Organiści przed rokiem 1945: Otto Below, Theodor Bayer, Günter Reichow od roku 1932
Organiści po roku 1945: Koprowski, Maciej Turkowski od roku 2009.